# Sintó Kacujosi
Sintó Kacujosi (Hirosima, 1960. szeptember 15. –) japán válogatott labdarúgó, edző.

## Pályafutása

### Válogatottban
A japán válogatottban 15 mérkőzést játszott, melyeken 1 gólt szerzett.

## Statisztika
| Japán válogatott | Japán válogatott | Japán válogatott |
| Időszak          | Mérk.            | gól              |
| ---------------- | ---------------- | ---------------- |
| 1987             | 2                | 0                |
| 1988             | 3                | 0                |
| 1989             | 8                | 1                |
| 1990             | 2                | 0                |
| Összesen         | 15               | 1                |